# Ranunculus pacheri
Ranunculus pacheri är en ranunkelväxtart som beskrevs av Dalla Torre. Ranunculus pacheri ingår i släktet ranunkler, och familjen ranunkelväxter. Inga underarter finns listade i Catalogue of Life.